# Realisation

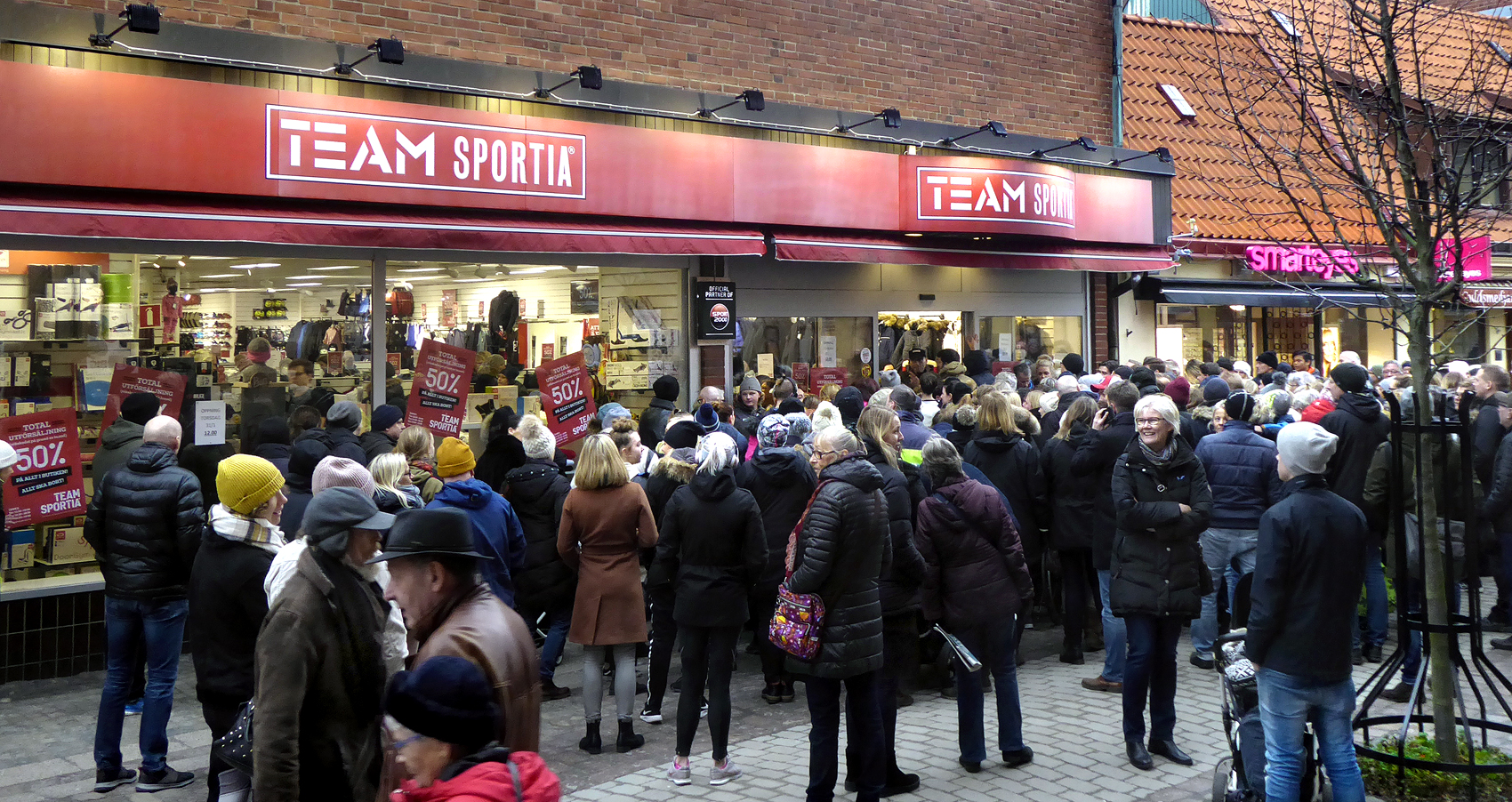
Efter en brand hade Team Sportia i Ystad rea med 50% på allt 31 januari 2019.

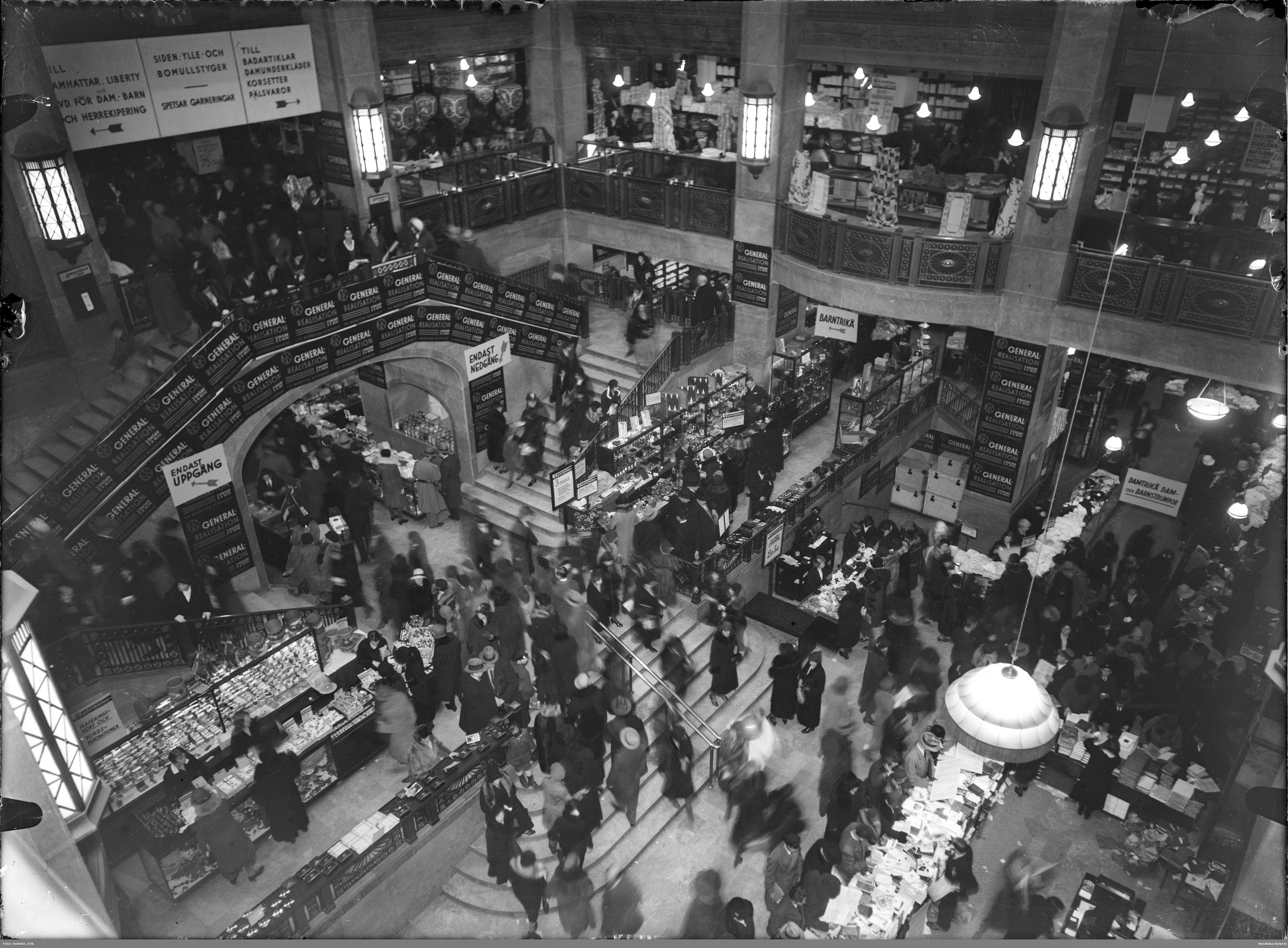
Generalrealisation (rea) på Nordiska kompaniet, 1931.

Realisation, har flera betydelser: förverkligande, försäljning till nedsatt pris och förvandling i reda pengar. ”Real-” kommer av latinets ”realis”, ”verklig” av ”res”, ”sak”. Realisation av en idé är dess genomförande, förverkligande, göra den konkret.

## Ekonomi
Inom ekonomin innebär den att resurser som finns bundna i lager eller investeringar, omsätts till likvid. Exempelvis om likviditetbehovet ökar kan verksamheten realisera tillgångar för att få loss mera pengar som kan användas.
Det är samma när ett bolag likvideras, att likvidatorn säljer tillgångarna och betalar skulderna så att aktieägarna kan få ut vad som återstår av deras kapital. Likadant vid konkurs, men eftersom bolaget satts på obestånd, blir det vanligen ytterst begränsad möjlighet till utdelning till aktieägare.
Realisationsvinst uppkommer om en investering har kunnat säljas till högre belopp än inköpspriset, och större sådan kan vara skattepliktiga även för privatpersoner, speciellt avseende fast egendom. Motsatsen är realisationsförlust. 

## Marknadsföring
Försäljning till nedsatt pris är den vanligaste formen i dagligt tal, i vardagligt tal  rea och realisation innebär då egentligen att man under en begränsad tid eller tills lagret är slut säljer ut något som man har överskott på, speciellt om värdet sjunker ifall man väntar med försäljningen. Ofta sänker man förtjänsten för att öka försäljningstakten, och understundom säljer man även med viss förlust per enhet. En önskad effekt är att locka kunder, som därmed kan köpa annat som man gör större förtjänst på. I slutändan är det ofta ändå bättre att sälja ut än att behålla varorna för länge, så begreppet ”förlust” är inte helt rättvisande, utan får ses i ett helhetsperspektiv.
Begrepp som används är rabatt, mängdrabatt (”köp 3 betala för 2”), extrapris, chockpris, kampanj, nattrea, ”nedsatt pris” och ”just nu”-pris, lagerrensning, slutrea, flyttrea, ombyggnadsrea, konkursrea, ”veckans bröd”, kupongklipp etc. Riktade rabatter kan vara: medlemspris, kortpris, självscanningspris, kombinationserbjudanden, introduktionspris, priser som gäller en gång per kund, pris villkorat till inköpsbelopp.
För att en butik ska få locka kunderna med ordet ”realisation” i sin reklam, skall försäljningen ske under en avgränsad tid och varorna ska ha väsentligt nedsatta priser, samt normalt finnas i affärens vanliga sortiment för att följa lagar och direktiv.
Hur begränsad tiden ska vara för att en affär ska få kalla det realisation kan inte anges exakt. Det bedöms från fall till fall, beroende på vilka förhållanden som råder inom respektive bransch och i olika sammanhang. Enligt Marknadsdomstolen, MD, bör dock en realisation pågå i några få veckor eller högst två månader. I fråga om livsmedel har MD satt gränsen till fyra veckor. 
Vad som är ”väsentligt lägre priser” kan heller inte anges exakt, till exempel i procent av normalpriset. Det får också avgöras från fall till fall, och med utgångspunkt från vad som kan uppfattas som väsentligt för konsumenten. Av betydelse i sammanhanget är också vilken praxis som tillämpas inom olika branscher och för olika slags varor. Typiskt brukar minst 10 % gälla, men det ska vara skäligt och inte vilseledande.
Vissa kampanjer som kallas ”rea” är inte egentliga realisationer även om de kunnat börja så. Exempelvis mellandagsrean som den realisation kallas som pågår varje år efter jul i mellandagarna. Likaså hålls bokrean varje vår. I dessa fall planerar försäljarna numera för stor omsättning och köper vanligen in mera varor speciellt för kampanjen. I fallet med bokrean trycks bokupplagor enbart för rean, vilket gör att det inte uppfyller kriteriet att tillhöra ordinarie sortiment.